# Saul (Band)
Saul ist eine US-amerikanische Alternative-Metal-Band aus Sutherland, Iowa.

## Geschichte
Die Band wurde im Jahre 2017 von den Brüdern Blake und Zach Bedsaul (Gesang bzw. Gitarre) gegründet. Vervollständigt wurde die Band vom Bassisten William McIlvary und dem Schlagzeuger Myles Clayborne. Die Bedsaul-Brüder machten bereits seit der High School zusammen Musik und wählten auf Vorschlag ihres älteren Bruders Caleb den Bandnamen Saul aus. Im April 2019 wurde die Band vom finnischen Plattenlabel Spinefarm Records unter Vertrag genommen. Am 10. Mai 2019 veröffentlichte die Band die EP Aeons, die von Chris Dawson produziert wurde. Die erste Single Brother widmeten Blake und Zach Bedsaul ihrem Bruder Caleb, der 2009 am Influenza-A-Virus H1N1 erkrankte und verstarb. Auf dem Satellitenradiosender Sirius XM Octane war Brother zwei Wochen lang das meistgespielte Lied.
Es folgten zahlreiche Tourneen im Vorprogramm verschiedener Bands wie Bush, Fuel, 10 Years, Hellyeah oder Nonpoint. Am 23. Oktober 2020 veröffentlichten Saul ihr Debütalbum Rise as Equals. Beim Songwriting wurde die Band vom Disturbed-Sänger David Draiman, dem Sevendust-Schlagzeuger Morgan Rose und dem Songwriter Erik Ron, der durch seine Zusammenarbeit mit Godsmack bekannt wurde, unterstützt. Darüber hinaus coverte die Band mit Welcome to the Machine ein Lied von Pink Floyd. Das US-amerikanische Magazin Loudwire zählte Rise as Equals zu den 13 besten Debütalben des Jahres 2020.

## Stil
Zu den musikalischen Einflüssen zählen Saul Bands wie Tool, Nothing More, Architects, A Perfect Circle und TesseracT. Zach Blakesaul bezeichnet den Stil der Band als „progressiven Mainstream“. Katrin Riedl vom deutschen Magazin Metal Hammer beschrieb die Musik von Saul als „gefühlvollen Modern Metal“. Die Band arbeitet hauptsächlich „mit einer kernigen, emotionalen Klarstimme, die im Kontrast zum wuchtigen, auch mal von Breakdowns oder djentigen Ansätzen gezeichneten Klangkostüm steht“. Andreas Schiffmann vom Onlinemagazin Musikreviews.de bezeichnete die Musik als „knalligen Alternative Metal mit elektronische Verzierungen“. Die Band habe ein „feines Händchen für massentaugliche Kehrverse“. Schiffmann verglich Saul mit Godsmack, Stone Sour und Disturbed.

## Diskografie

### Alben
- 2020: Rise as Equals (Spinefarm Records)
- 2023: This Is It… The End of Everything (Spinefarm Records)

### EP
- 2019: Aeons (Spinefarm Records)

### Musikvideos
- 2019: Brother
- 2020: Trial by Fire
- 2020: King of Misery